# 傑尼瓦市 (紐約州)
杰尼瓦（Geneva）是美国纽约州安大略县和塞尼卡县的一座城市。它位于塞尼卡湖北端; 城市的所有陆地部分都在安大略县内; 水域部分在塞尼卡县。 2010年人口普查时的人口为13261人。 该市据说以瑞士日内瓦市和州的名义命名。 另一些人则认为这个名字来自“塞内卡”。 早期的白人的主要定居点塞内卡被拼写为Zoneshio，它被描述为塞内卡湖以北2英里。
与很多美国小城市类似，该城市被同名的杰尼瓦镇环绕。 该市被认定为“鳟鱼之都”。

## 历史

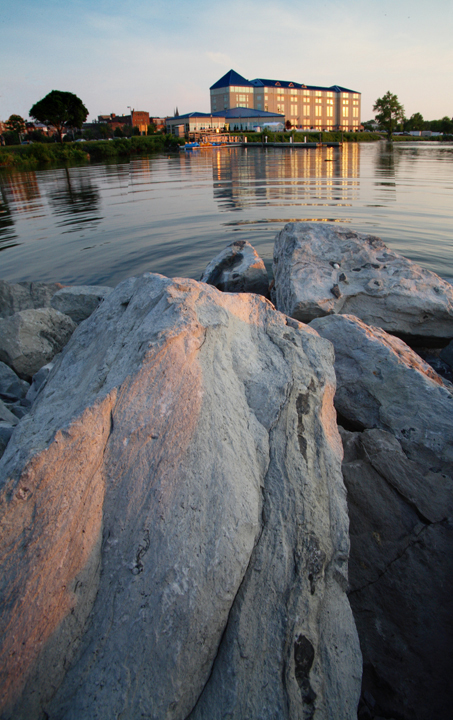
Lakefront from long pier

该地区长期被塞内卡部落占领，该部落于1687年在这里建立了一个主要村庄Kanadaseaga 。 在七年战争期间，英国人帮助加强了该村庄以对抗加拿大的法国人（当地称为法国人和印度人）战争）；后来，他们在独立战争期间增加了针对美国人的防御工事。在后一场战争中，1779年起义军发动的惩罚性沙利文远征队摧毁了许多民居以及人们的冬季商店，他们放弃了废墟。在战争和塞内卡人被迫从他们的故土迁出后，欧洲裔美国人大约在1793年定居于此。他们在普尔特尼协会的鼓励下开发了一个小镇，该协会拥有土地并出售地块。
革命战争结束时，曾在邦克山作战的塞思·里德中校（né Read）是从马萨诸塞州迁入安大略县的众多先驱之一。通过与塞内卡人的贸易，他购买了一块18英里的土地。（这是非法的，因为只有美国政府被授权与美洲原住民进行土地交易。）这发生在1787年，当时他的妻子汉娜和他们的家人住在马萨诸塞州的阿克斯布里奇。 “ 1790年冬天，赛斯·里德将他的妻子汉娜和他们的家人搬到了纽约安大略县的杰尼瓦”。
杰尼瓦的定居点还不是永久性的；欧美人继续在边境骚扰塞内卡人。1795年里德和他的家人搬到宾夕法尼亚州的伊利，在那里他们成为最早的欧美定居者。
“杰尼瓦村”于1806年成立，正式将其与杰尼瓦镇周边地区分开。后来该村通过1871年的宪章成为城市。
1830 年代，一位名叫约翰·布林克的政府测量员将威斯康星州的杰尼瓦湖以纽约的杰尼瓦命名。成立于1871年的内布拉斯加州城镇杰尼瓦被认为是以纽约的名字命名的，而不是直接为瑞士城市日内瓦命名的。

## 人口
| 调查年                | 人口   | 备注   | %±    |
| --------------------- | ------ | ------ | ----- |
| 1870                  | 5,521  |        | —     |
| 1880                  | 5,878  |        | 6.5%  |
| 1890                  | 7,557  |        | 28.6% |
| 1900                  | 10,433 |        | 38.1% |
| 1910                  | 12,446 |        | 19.3% |
| 1920                  | 14,846 |        | 19.3% |
| 1930                  | 16,053 |        | 8.1%  |
| 1940                  | 15,555 |        | −3.1% |
| 1950                  | 17,144 |        | 10.2% |
| 1960                  | 17,286 |        | 0.8%  |
| 1970                  | 16,793 |        | −2.9% |
| 1980                  | 15,133 |        | −9.9% |
| 1990                  | 14,143 |        | −6.5% |
| 2000                  | 13,617 |        | −3.7% |
| 2010                  | 13,261 |        | −2.6% |
| 2019年估计            | 12,631 | [ 10 ] | −4.8% |
| U.S. Decennial Census |        |        |       |

根据2000年美国人口普查结果，该市共有13617人、5014户和2933个家庭。人口密度为每平方英里3199.5人（1234.2人/公里）。共有5564套住房，平均密度为每平方英里1307.4套（504.3套/公里）。该市的种族构成为81.52%白人、10.22%非裔美国人、0.25%美洲原住民、1.23%亚裔美国人、0.05%太平洋岛民，3.39%来自其他种族，两个或更多种族占3.34%。任何种族的西语裔或拉丁裔美国人占总人口的8.50%